# 裂叶荆芥属
裂叶荆芥属（学名：Schizonepeta）（日本猫薄荷）是唇形科下的一个属，为直立草本植物。该属共有3种，分布于亚洲温带地区。它不应该与真正的猫爪草属的猫爪草（也是Lamiaceae）混淆，因为它们对家猫有欣快的诱导作用。
裂叶荆芥属曾被并入荊芥屬，分子系统学的研究否定了这种处理。
荆芥（Schizonepeta tenuifolia）作为一种草药，主要种植于中国的江苏、浙江和江西。地上部分在秋天或初冬收集，在遮荫处干燥。